# (5077) Favaloro
(5077) Favaloro es un asteroide perteneciente al cinturón de asteroides, descubierto el 17 de junio de 1974 por el equipo del Observatorio Félix Aguilar desde el Complejo Astronómico El Leoncito, San Juan, Argentina.

## Designación y nombre
Designado provisionalmente como 1974 MG. Fue nombrado Favaloro en honor al cardiólogo argentino René Favaloro que desarrolló por primera vez la técnica de cirugía de revascularización coronaria.

## Características orbitales
Favaloro está situado a una distancia media del Sol de 2,230 ua, pudiendo alejarse hasta 2,640 ua y acercarse hasta 1,821 ua. Su excentricidad es 0,183 y la inclinación orbital 5,492 grados. Emplea 1216,99 días en completar una órbita alrededor del Sol.

## Características físicas
La magnitud absoluta de Favaloro es 13,8. Tiene 4,508 km de diámetro y su albedo se estima en 0,346.